# 日本城 (溫哥華)

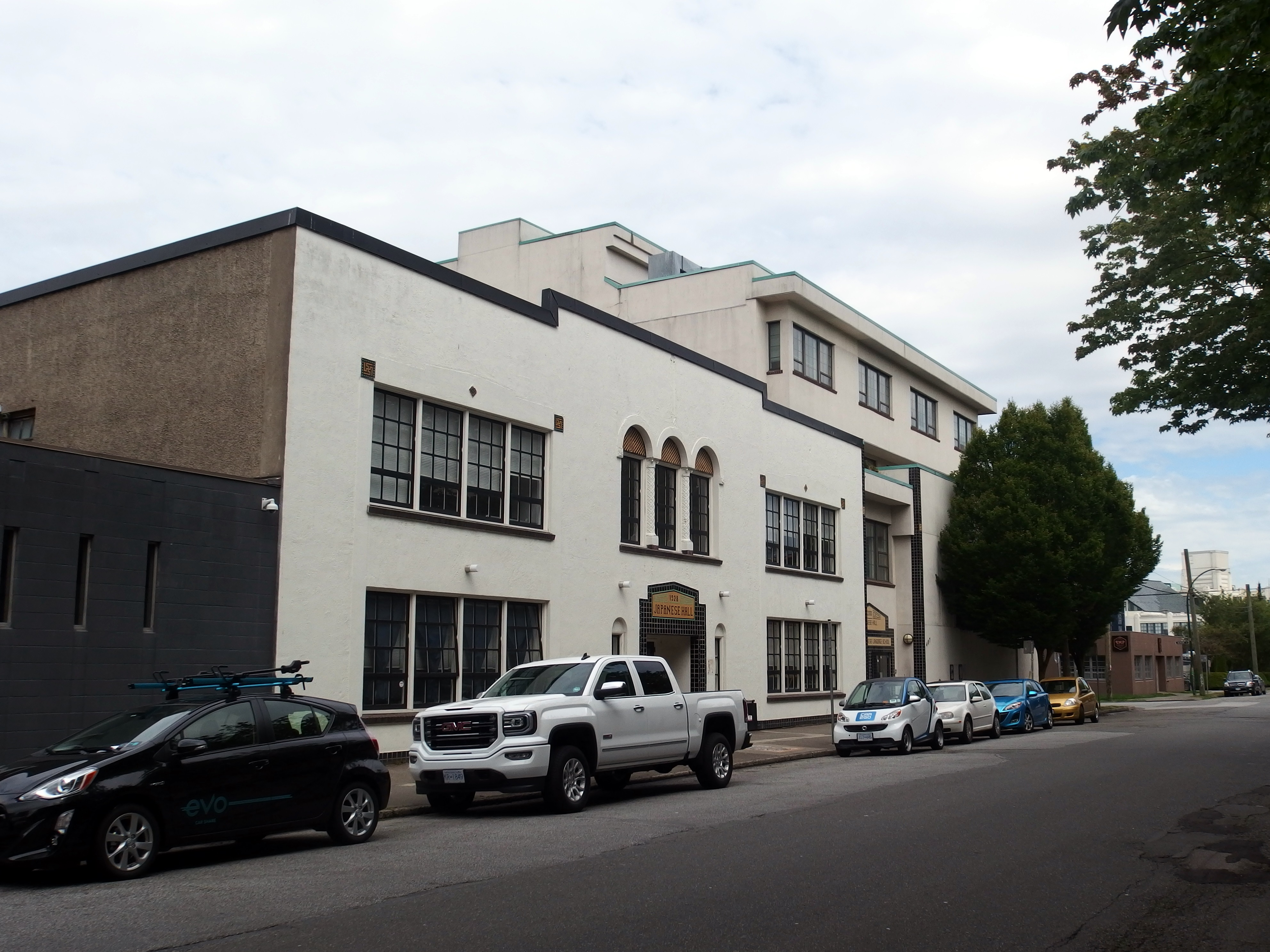
日本文化中心

日本城（英語：Japantown, Vancouver），又称小横滨、小东京，位于加拿大不列颠哥伦比亚省温哥华市的中央商业区，温哥华华埠的北面，曾经是日本人的聚居地。曾经在1907年受到排亚联盟的袭击。